# Чуракова, Татьяна Вячеславовна
Татьяна Вячеславовна Чуракова (урожд. Зайцева)  — заслуженный мастер спорта России (воднолыжный спорт). Чемпионка мира за электротягой в фигурном катании. Призёр Чемпионата Европы в фигурном катании. Действующая рекордсменка и чемпионка России в фигурном катании.

## Карьера
Водными лыжами начала заниматься в воднолыжном клубе «Сатурн» г. Рыбинска. Её тренером был И.П. Лихачев (впоследствии заслуженный тренер России).
В 1986 году Татьяна выполнила норматив мастера спорта СССР. В 1989 году она стала победителем первенства СССР в фигурном катании. В 1995 году Татьяне было присвоено звание мастера спорта международного класса.
В 2012 году Татьяна впервые в истории России добилась звания чемпионки мира в фигурном катании за электротягой с рекордом России  (9470 очков). Данный рекорд превышал в то время официальный рекорд мира. В том же году она обновила рекорд России в женском фигурном катании за катером, который держался почти три десятилетия; принадлежащий ей национальный рекорд составляет теперь 8120 очков.
Является 18-многократным призёром чемпионатов Европы и мира в фигурном катании.
В настоящее время выступает за воднолыжный клуб Натальи Румянцевой (Москва). Студентка РГУФКСиТ. В последние годы проходит спортивную подготовку в школе известного австрийского воднолыжника Франца Оберляйтнера в США (штат Флорида).
Приказом министра спорта России от 29 декабря 2014 г. Татьяне Вячеславовне Чураковой присвоено почетное спортивное звание «Заслуженный мастер спорта России» за выдающийся вклад в повышение авторитета Российской Федерации и российского спорта на международном уровне,проявленные при этом исключительные мужество и мастерство.